# Ovale stompkaak
De ovale stompkaak (Badister lacertosus) is een keversoort uit de familie van de loopkevers (Carabidae). De wetenschappelijke naam van de soort werd in 1815 gepubliceerd door Jacob Sturm.